# Chanhassen
Chanhassen é uma cidade localizada no estado americano de Minnesota,  a maior parte do seu território fica no Condado de Carver, mas há porções pertencentes ao condado de Hennepin.

## Demografia
Segundo o censo americano de 2010, a sua população era de 22.952  habitantes.
Em 2013, foi estimada uma população de 24.432 habitantes.

## História
A origem do nome tem origem na palavra Dakota chanhasen que significa  "árvore-de-açúcar de ácer" (chan, árvore; haza, uma árvore com seiva).Chanhassen foi considerada como a segunda melhor para viver nos Estados Unidos em 2009 pela Money Magazine. e foi classificada em quarto lugar nos Melhores Lugares para viver (Pequenas Cidades) em 2013.

## Geografia
De acordo com o United States Census Bureau tem uma área de
59,26 km2 dos quais 52,94 km2 é terra e 6,32 km2  é água (lagos). Se bem que a maior parte da cidade pertença ao condado de Carver, uma pequena porção pertence ao condado de Hennepin.

## Cidades próximas
O diagrama seguinte representa as localidades num raio de 8 km ao redor de Chanhassen.

## Pontos de interesse

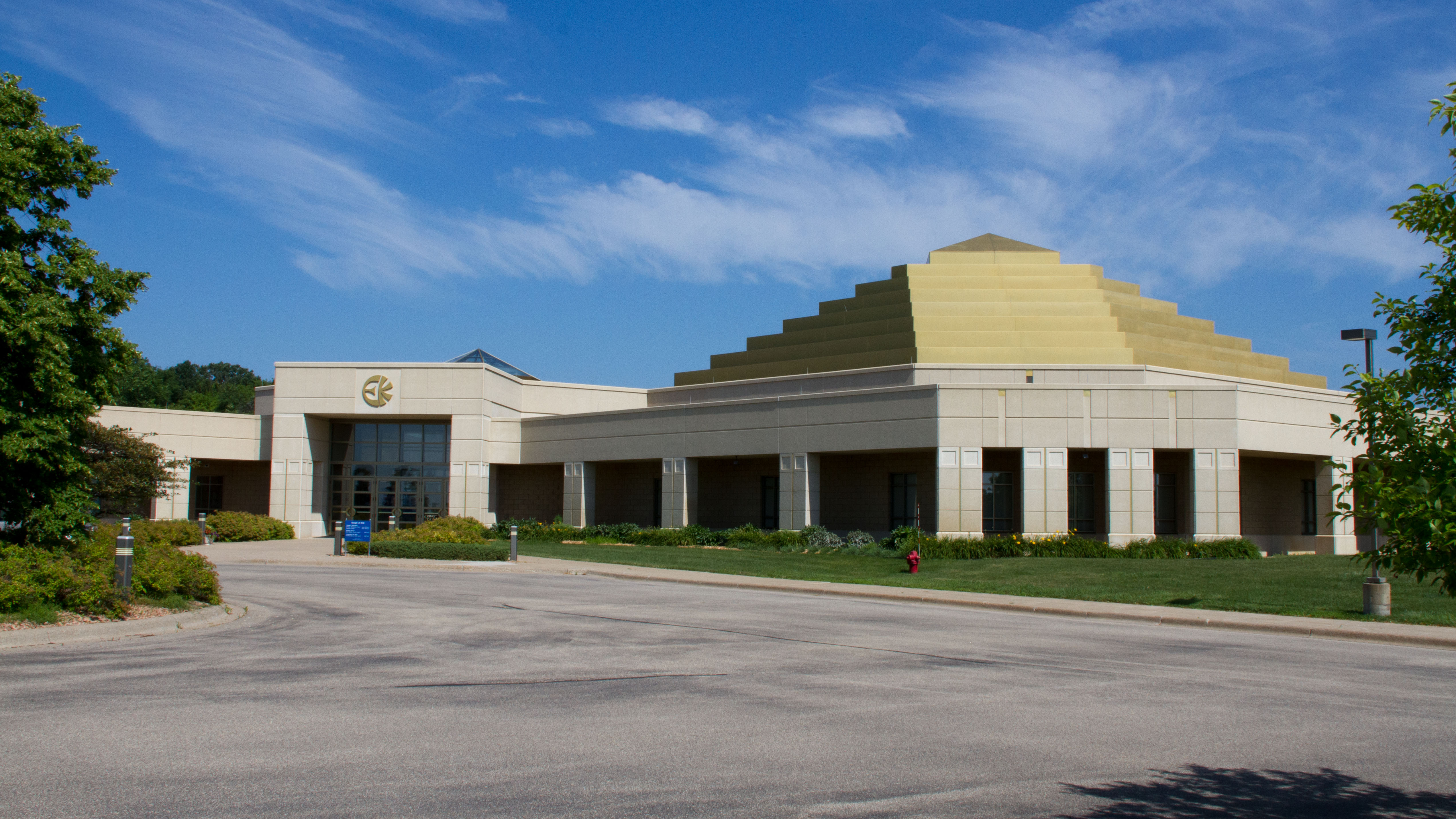
O Templo de ECK on the Eckankar Spiritual Campus.

Chanhassen possui várias atrações reconhecidas no estado de Minnesota e nos Estados Unidos
- Minnesota Landscape Arboretum
- Paisley Park Studios
- Chanhassen Dinner Theatres
- Eckankar Spiritual Campus

## Recreação
A cidade de Chanhassen dá grande ênfase aos parques, espaços abertos, trilhos e recreação.

### Praias
Chanhassen tem seis praias públicas, todas em lagos.
- Lake Ann Beach (Lago Ann)
- Greenwood Shores Beach (Lago Ann)
- Minnewashta Regional Park (Lago Minnewashta)
- Roundhouse Park Beach (Lago Minnewashta)
- Carver Beach (Lago Lotus)
- Lake Susan Beach (Lago Susan)

### Trilhos
Chanhassen possui um sistema de trilhos, A cidade construiu e mantém cerca de 113 quilómetros de trilhos. Muitos desses trilhos ficam localizados em corredores de recursos naturais.

### Skate Park
O Chanhassen Skate Park foi instalado em setembro de 1999. O parque fica localizado entre o edifício da câmara municipal/prefeitura e o quartel dos bombeiros. É um espaço ideal para os amantes do skate.

### Desportos
Muitas atividades desportivas são proporcionados aos jovens através do Chanhassen Athletic Association, incluindo o beisebol, o softbol, basquetebol e futebol .
Chanhassen é sede do Chanhassen Red Birds que pratica beisebol. 

### Pesca
Graças aos bens protegidos nas redondezas da cidade, a pesca desportiva é praticada durante os meses quentes e pesca no gelo quando os lagos congelam. Tanto o Lago Minnewashta como o Lago contêm o Esox lucius, uma espécie de lúcio muito agressivo para os adeptos da pesca desportiva.

## Media
O "Chanhassen Villager" é o jornal oficial semanal da cidade.

## Personalidades ligadas à cidade
- O ator Tony Denman cresceu em  Chanhassen.
- O músico de de jazz Louis L. Nelson, pai de Prince, morreu em  Chanhassen.
- O músico Prince morreu em  Chanhassen, onde está sedeada a  editora Paisley Park Records.